# 全羅南道

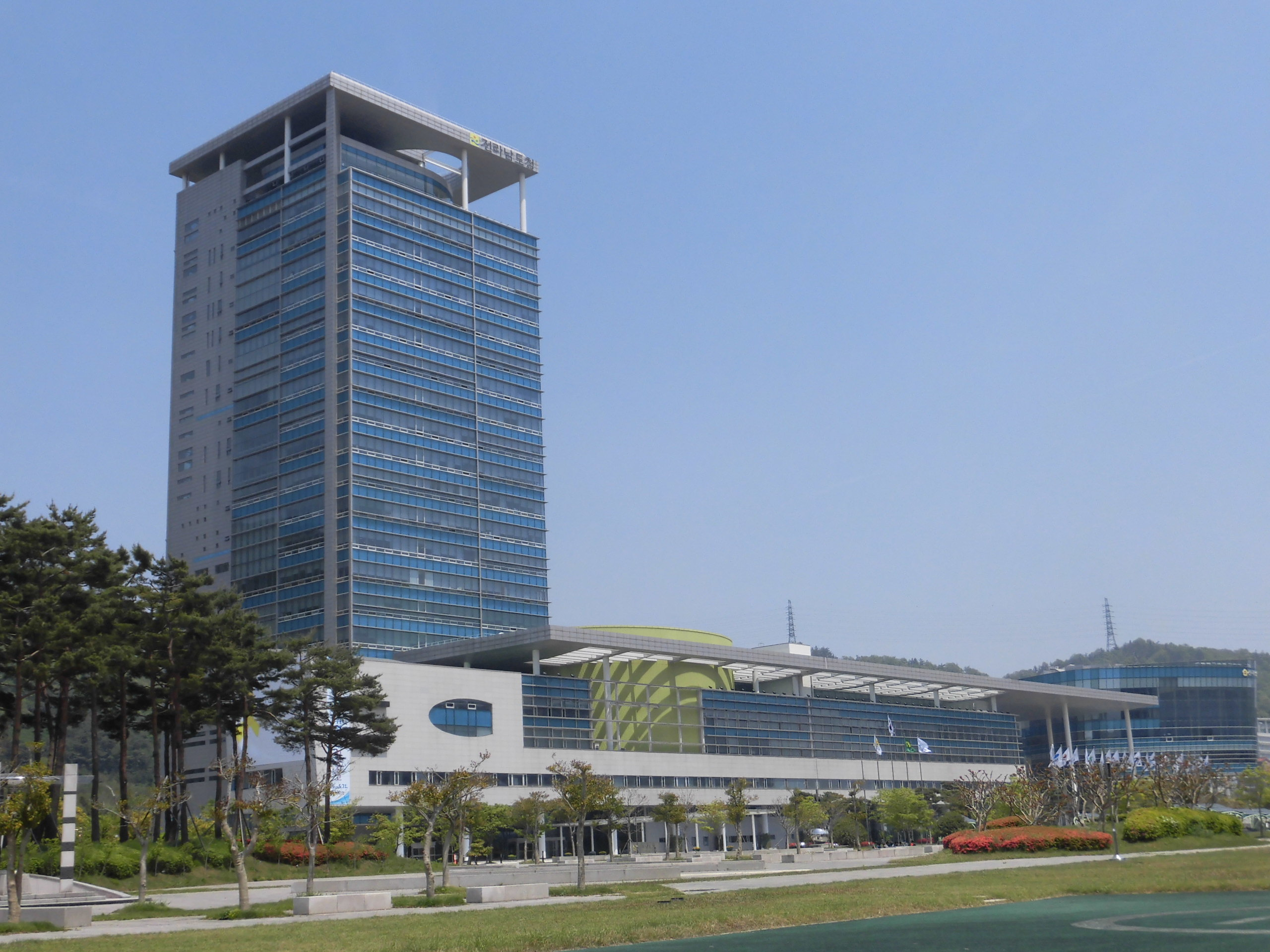
全羅南道庁

全羅南道（チョルラナムド、ぜんらなんどう、朝: 전라남도）は、朝鮮半島南西部に位置する大韓民国（韓国）の道。全南（チョンナム、전남）と略される。
1896年、朝鮮八道における全羅道の南半分を「全羅南道」と定めた。1948年より韓国の一部となり、現在に至る。日本統治時代までは済州島および周辺島嶼も全羅南道に含まれていたが、1946年に済州道（現・済州特別自治道）として分離。また、かつて全羅南道所属であった光州市も1986年に光州直轄市（現・光州広域市）として分離した。
道庁は務安郡に所在する。十三道制施行時から2005年までは現在の光州広域市に置かれていた。

## 概説
西は黄海に面し、北を全北特別自治道、東を慶尚南道と接し、南には済州海峡を挟んで済州特別自治道がある。海岸はリアス式海岸であり、入り組んだ地形に2000余りの島々が存在し、その内約4分の3は無人島である。海岸線の総延長は6,100kmにもなる。海産物、特にカキや海草の生産は韓国内で最も盛んな地域であると言え、日本の瀬戸内地方と似ている。
道の一部は山地であるが、ほとんどは平野である。蟾津江、栄山江、耽津江の流れる平野は豊富な降雨があり、穀倉地帯を形成する。また、朝鮮半島で最も温暖な気候である。これらの地理条件のために農業が発達し、主に米、小麦、大麦、ジャガイモが生産される。野菜や綿花、果物も栽培される。
少量であるが金や石炭といった地下資源が採掘され、付随する工業もその地域で発達している。
道の東部南海岸である光陽湾一帯には大規模な化学工業団地である麗水国家産業団地、ポスコ光陽製鉄所が立地する。
全羅南道は朝鮮半島南部の他の道、広域市レベルの地域と比べると、全体的に工業において遅れを取っているとされているが、それでもその中で光陽湾一帯は道内の工業生産の大半を生み出す産業施設が密集している、朝鮮半島有数の産業地帯の一つである。
霊岩郡三湖邑ではHD現代重工業系列の造船所や幾つかの中小造船所と、それらの造船所群の下請けを担う中小企業が密集している大仏国家産業団地が立地している。
釜山広域市、蔚山広域市を中心とする慶南地域、および光陽湾一帯に比べて工業生産額は更に低い方だが、木浦都市圏は道内の光陽湾一帯に次ぐ工業地域である。

## 地理

### 気候
1月の平均気温：
木浦（1.8℃）　麗水（2.2℃）
8月の平均気温：
木浦（26.0℃）　麗水（25.7℃）

### 全羅南道の自治体

#### 市部
1. 順天市 - 순천시Suncheon-si
2. 麗水市 - 여수시Yeosu-si
3. 木浦市 - 목포시Mokpo-si
4. 光陽市 - 광양시Gwangyang-si
5. 羅州市 - 나주시Naju-si

#### 郡部
1. 務安郡 - 무안군 Muan-Gun（全羅南道庁は三郷邑に所在）
2. 潭陽郡 - 담양군 Damyang-Gun
3. 谷城郡 - 곡성군 Gokseong-Gun
4. 求礼郡 - 구례군 Gurye-Gun
5. 高興郡 - 고흥군 Goheung-Gun
6. 宝城郡 - 보성군 Boseong-Gun
7. 和順郡 - 화순군 Hwasun-Gun
8. 長興郡 - 장흥군 Jangheung-Gun
9. 康津郡 - 강진군 Gangjin-Gun
10. 海南郡 - 해남군 Haenam-Gun
11. 霊岩郡 - 영암군 Yeongam-Gun
12. 咸平郡 - 함평군 Hampyeong-Gun
13. 霊光郡 - 영광군 Yeonggwang-Gun
14. 長城郡 - 장성군 Jangseong-Gun
15. 莞島郡 - 완도군Wando-Gun
16. 珍島郡 - 진도군 Jindo-Gun
17. 新安郡 - 신안군 Sinan-Gun

## 政治

### 道知事

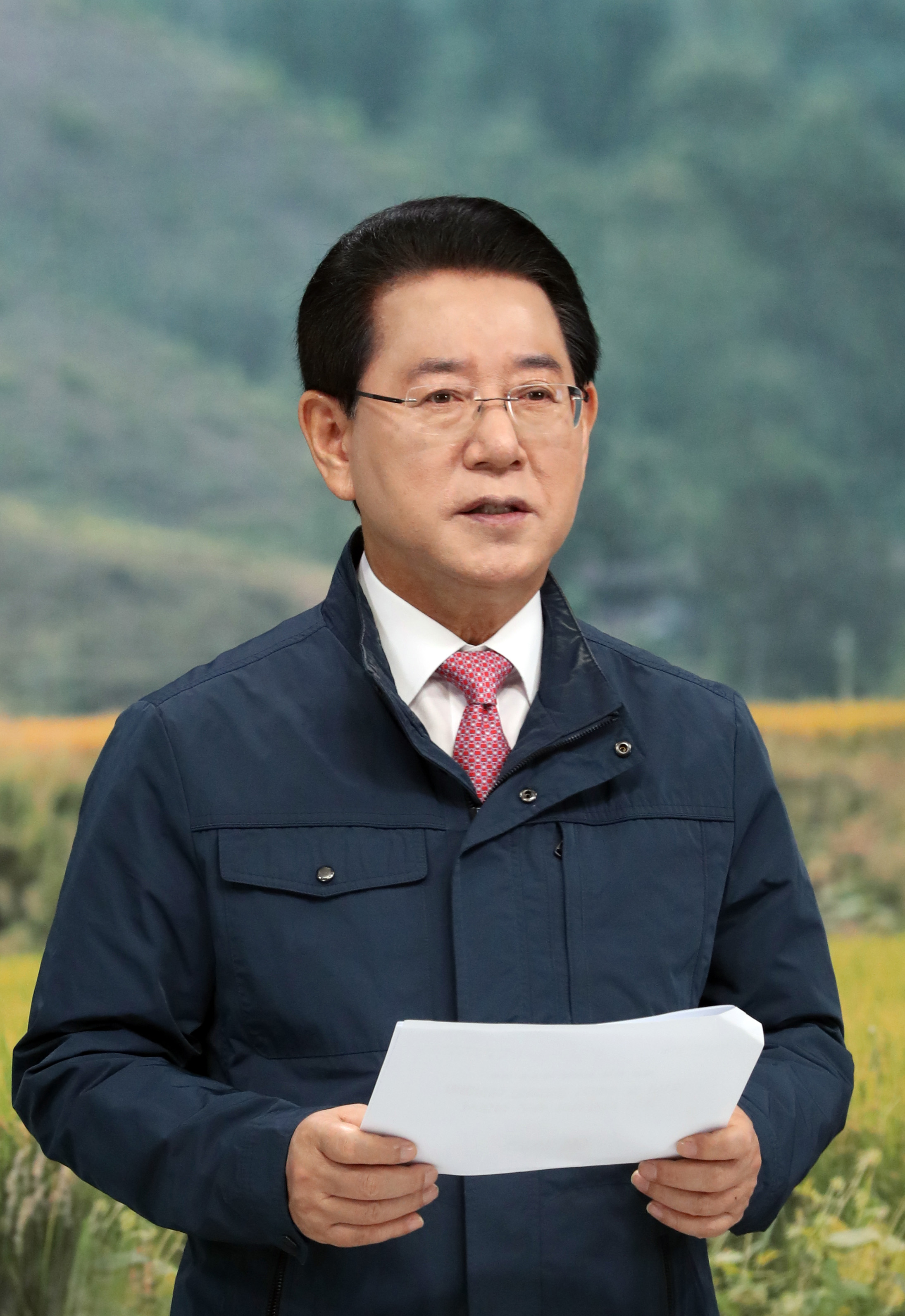
金瑛録全羅南道知事

1995年以降、全羅南道知事は全員が共に民主党、及びその前身政党所属である。

### 道議会
全羅南道議会は定数61で、定数55の小選挙区と定数6の比例代表に分けて選出される。

## 姉妹自治体･提携自治体

### 海外
姉妹友好提携
- 高知県（日本国 四国地方）
  - 2016年（平成28年）11月8日 姉妹交流提携

## 著名な出身者
- 金大中（政治家・第15代大統領）
- 韓和甲（政治家・元民主党代表）
- 衛藤征士郎(政治家・自民党所属)
- 朴智元（政治家・元大統領秘書室長、文化観光部長官）
- 李洛淵（政治家・国務総理（首相））
- 林権澤（映画監督）
- 趙廷来（小説家）
- 金泳鎮（政治家・元農林部長官）
- 劉南碩（裁判官、第7代憲法裁判所長）[4]
- 李世乭（囲碁棋士）
- 金寅（囲碁棋士）
- 大木金太郎（金一）（元プロレスラー）
- 南昇竜（陸上選手、ベルリンオリンピックマラソン銅メダリスト）
- 黄玹（士人）
- ドンヘ（アイドル、SUPER JUNIOR所属）
- オ・ジホ（俳優）
- 南珍（歌手）
- ユンホ（アイドル、東方神起所属）[注釈 1]
- イ・ヨニ（女優）
- キム・オクビン（女優）
- カイ - 歌手、俳優、EXOメンバー[5]
- ヨンジェ(GOT7)-歌手
- ミンヒ（CRAVITY）- アーティスト
- ペク・ジホン（fromis-9）- アーティスト